# 塞尔河畔罗祖瓦
塞尔河畔罗祖瓦（法語：Rozoy-sur-Serre，法語發音：[ʁozwa syʁ sɛʁ]），法国北部市镇，位于上法兰西大区埃纳省，隶属于韦尔万区，其市镇面积为16.53平方公里，2022年1月1日时人口数量为922人，在法国城市中排名第9,933位。
塞尔河畔罗祖瓦位于埃纳省东北部，与阿登省接壤，镇中心位于塞尔河畔，是一个区域性的中心城市和交通枢纽。

## 地名来源
“罗祖瓦”一名最初于公元6世纪时记载于天主教圣人吉布里安的手记中，其来源及含义尚有待考证。

## 历史
塞尔河畔罗祖瓦历史上长期为一处普通村落，16世纪后成为贡扎格家族的一部分，1659年被马扎然收为法兰西王国皇室领土。法国大革命后，塞尔河畔罗祖瓦成为埃纳省的一个市镇。工业革命期间，一条沿塞尔河修建的地方铁路由此通过，后被废弃。2017年，塞尔河畔罗祖瓦由拉昂区划归至韦尔万区。

## 地理

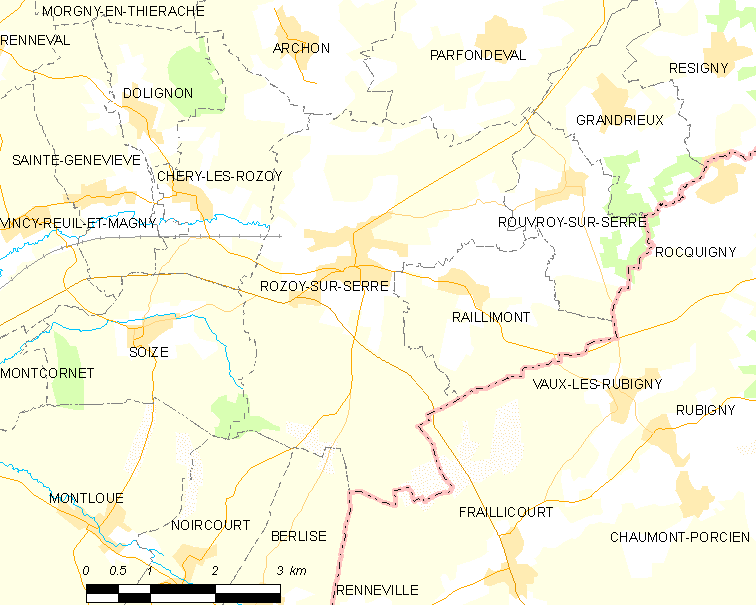
塞尔河畔罗祖瓦市镇范围地图

塞尔河畔罗祖瓦位于法国北部，上法兰西大区东部和埃纳省东北部，距离省会拉昂大约45公里。与塞尔河畔罗祖瓦接壤的市镇包括：阿尔雄、贝尔利斯、谢里莱罗祖瓦、努瓦尔库尔、帕尔丰德瓦勒、拉伊蒙、塞尔河畔鲁夫鲁瓦、苏瓦兹、弗拉伊库尔、雷讷维尔。

### 地形
塞尔河畔罗祖瓦位于法国北部平原与阿登高原的过渡地区，境内以浅丘为主，市镇中心地势较为平坦，部分区域有明显起伏，全境海拔在131到232米之间。

### 水文
塞尔河流经境内，该河是瓦兹河的支流，属于塞纳河水系。

### 植被
塞尔河畔罗祖瓦属于温带阔叶混交林区，林地主要分布于河流附近。
在鲜花城市的评比中，塞尔河畔罗祖瓦暂未被评级。

### 气候
塞尔河畔罗祖瓦在柯本气候分类法中属于温带海洋性气候。

## 行政区划
塞尔河畔罗祖瓦是法国上法兰西大区埃纳省的一个市镇，编号为02666。塞尔河畔罗祖瓦隶属于韦尔万区、埃纳省第一选区和韦尔万县，同时也是蒂耶拉什门市镇公共社区的办公驻地。
法国国家统计与经济研究所（简称）在进行数据统计时，未将塞尔河畔罗祖瓦划入任何城市核心区（Unité urbaine）、城市区（Aire urbaine）以及城市辐射区（Aire d'attraction）内。此外，还将塞尔河畔罗祖瓦市镇整体看作一个“块区”（IRIS）。

## 交通

### 公路
多条埃纳省省道在塞尔河畔罗祖瓦境内交汇，上法兰西大区城际客运45线连接塞尔河畔罗祖瓦和省会拉昂。
2017年，64.7%的塞尔河畔罗祖瓦家庭拥有至少一辆私人汽车。2017年，塞尔河畔罗祖瓦境内共发生各类交通事故2起，造成1人遇难，1人受伤。

### 铁路
途径塞尔河畔罗祖瓦的铁路线已废弃。距离塞尔河畔罗祖瓦最近的运营中的客运铁路车站是位于巴黎－伊尔松铁路上的韦尔万站，该站停靠往返于拉昂和伊尔松之间的区域列车。

### 航空
距离塞尔河畔罗祖瓦最近的民用航空站为布鲁塞尔-沙勒鲁瓦机场，距离塞尔河畔罗祖瓦市中心的公路里程约112公里。

### 城市公共交通
截至2021年8月，塞尔河畔罗祖瓦暂无城市公共交通系统。

## 政治

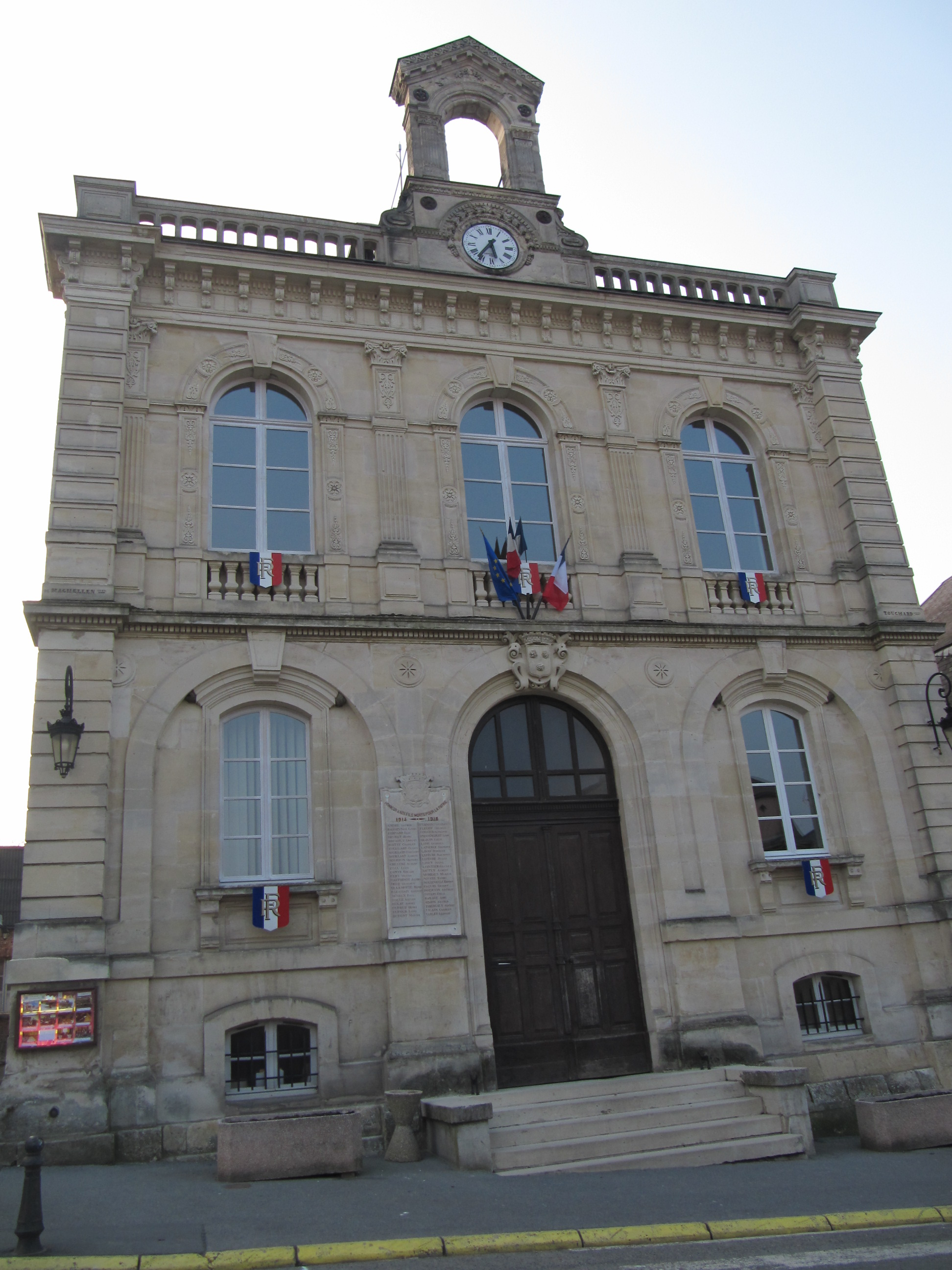
塞尔河畔罗祖瓦市政厅

塞尔河畔罗祖瓦的现任市长为若塞·弗吕谢先生（José Flucher），他是一名无党派人士，在2020年的市政选举中获得了100%的支持率（无其他候选人）。
在2017年的法国总统大选中，法国极右翼政党国民阵线主席玛丽娜·勒庞在塞尔河畔罗祖瓦获得了60.89%的支持率。

## 人口
2018年，塞尔河畔罗祖瓦市镇人口数量为1,001，在法国排名第9,933位。其中男性484人，女性523人，75岁及以上人口占13.7%，外籍人口数量为209人，人口密度为61人/平方公里，当地居民被称为（男性）或（女性）。2019年，塞尔河畔罗祖瓦境内出生4人，死亡人口14人。
| 年份   | 1936  | 1946  | 1954  | 1962  | 1968  | 1975  | 1982  | 1990  | 1999  | 2006  | 2011  | 2016  | 2018  |
| ------ | ----- | ----- | ----- | ----- | ----- | ----- | ----- | ----- | ----- | ----- | ----- | ----- | ----- |
| 人口數 | 1,357 | 1,223 | 1,037 | 1,132 | 1,201 | 1,315 | 1,187 | 1,095 | 1,079 | 1,039 | 1,021 | 1,006 | 1,001 |

## 经济
截止2021年8月，塞尔河畔罗祖瓦共有各类用人单位121家，平均历史为19年，均为中小型企业（PME）。（零售）、（动物销售）及（食品）是当地2019年营业额最高的三个企业，分别为5,657,084欧元、3,844,064欧元和303,194欧元。

## 财政收入
2019年，塞尔河畔罗祖瓦的财政收入总额为804,520欧元，财政支出总额为611,300欧元，当年的债务总额为904,010欧元。2020年，塞尔河畔罗祖瓦共获得249,724欧元的国家财政补助，比上一年增加了0.03%。
2019年，塞尔河畔罗祖瓦的家庭平均月收入总额为1,405欧元，低于法国平均水平（2,318欧元）。
2017年，塞尔河畔罗祖瓦境内的青壮年（15至64岁）失业率为28.5%，当地30.8%的家庭拥有纳税资格，平均纳税1,485欧元，低于法国平均水平（3,888欧元）。

## 社会事务

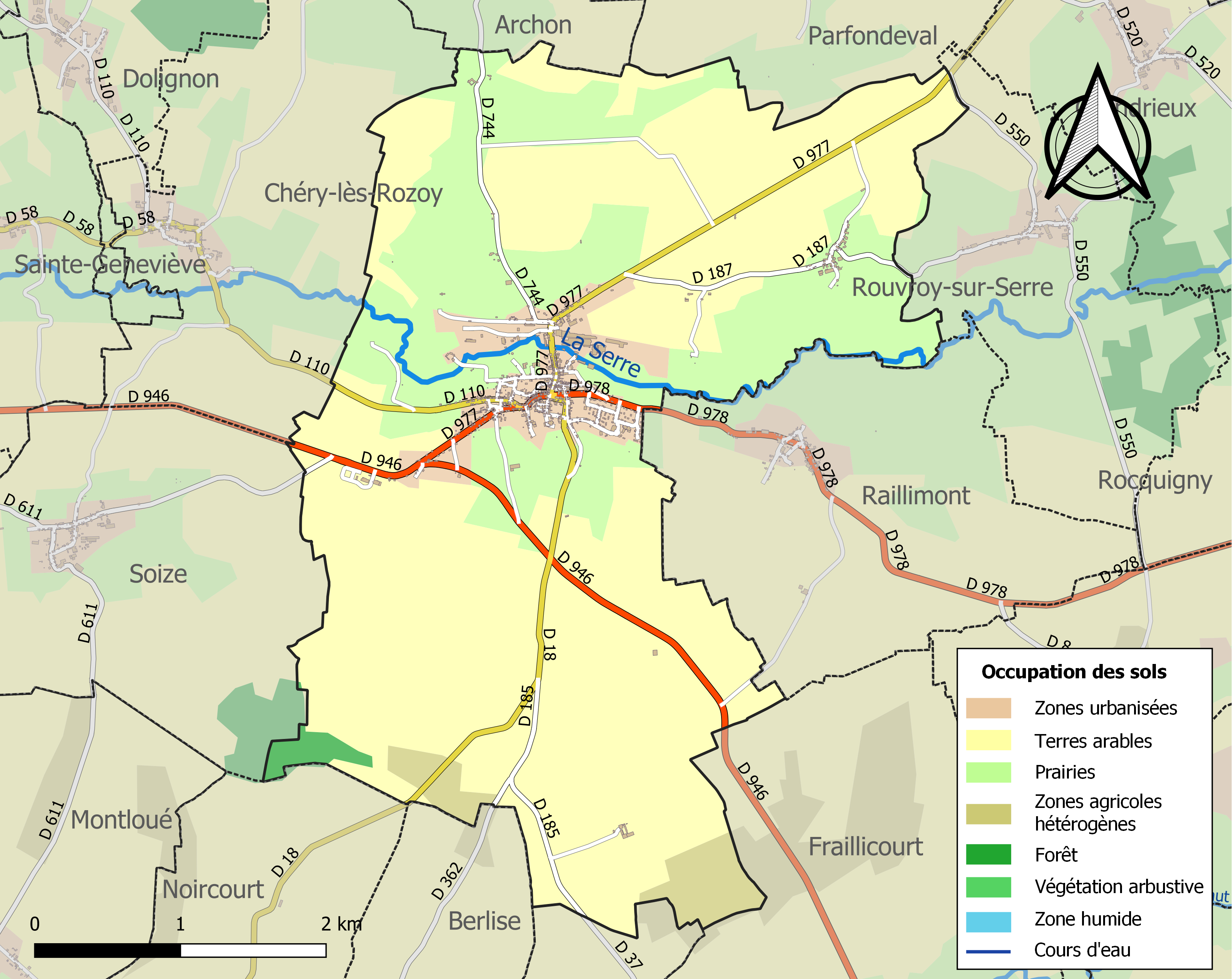
塞尔河畔罗祖瓦土地利用情况地图

### 教育
塞尔河畔罗祖瓦属于亚眠学区。截止2019年1月1日，塞尔河畔罗祖瓦境内共有2所小学和1所初级中学。2018至2019学年度，塞尔河畔罗祖瓦境内共有在校中等教育阶段学生174名。

### 医疗
截止2019年1月1日，塞尔河畔罗祖瓦境内共有全科医生2名、保健师1名、牙医1名和护士5名。境内共有药房1家、养老院1家。
距离塞尔河畔罗祖瓦最近的区域性医疗机构为韦尔万中心医院（Centre Hospitalier de Vervins），其主病区设有床位148个，是当地规模最大的公立综合性医院。

### 住房
2017年，塞尔河畔罗祖瓦境内共有各类住房524套，其中81.1%为独立式居民区，18.9%为集中式居民区。常住房屋占塞尔河畔罗祖瓦市镇范围内居民建筑总量的82.3%。
在住房保障政策方面，2017年，塞尔河畔罗祖瓦境内共有138户家庭获得了住房经济补助，受益人数占总人口数量的13.7%，其中128份为房租补助。

### 商业
2019年，塞尔河畔罗祖瓦境内共有各类实体商铺24家，其中餐厅3家、大型超市2家、杂货店2家、面包房1家、书店1家、装饰品店1家、美容美发店2家、汽车维修店2家。市区西南部建有开放式商业街区，有一家Intermarché超市。

### 体育
2019年，塞尔河畔罗祖瓦境内共有1间体育馆以及1处足球或橄榄球场。
截至2021年8月，塞尔河畔罗祖瓦体育联盟（U.S. Rozoy-sur-Serre）是当地唯一的注册足球队，2021至2022赛季参加上法兰西大区足球联赛。

### 环境
塞尔河畔罗祖瓦的环境事务由其所属的公共社区负责。2019年，塞尔河畔罗祖瓦境内暂无污染企业。

### 治安
2014年，塞尔河畔罗祖瓦及附近地区共发生各类案件2,146起，其中盗窃类案件1,254起，经济类案件170起，毒品交易类案件146起。

## 文化

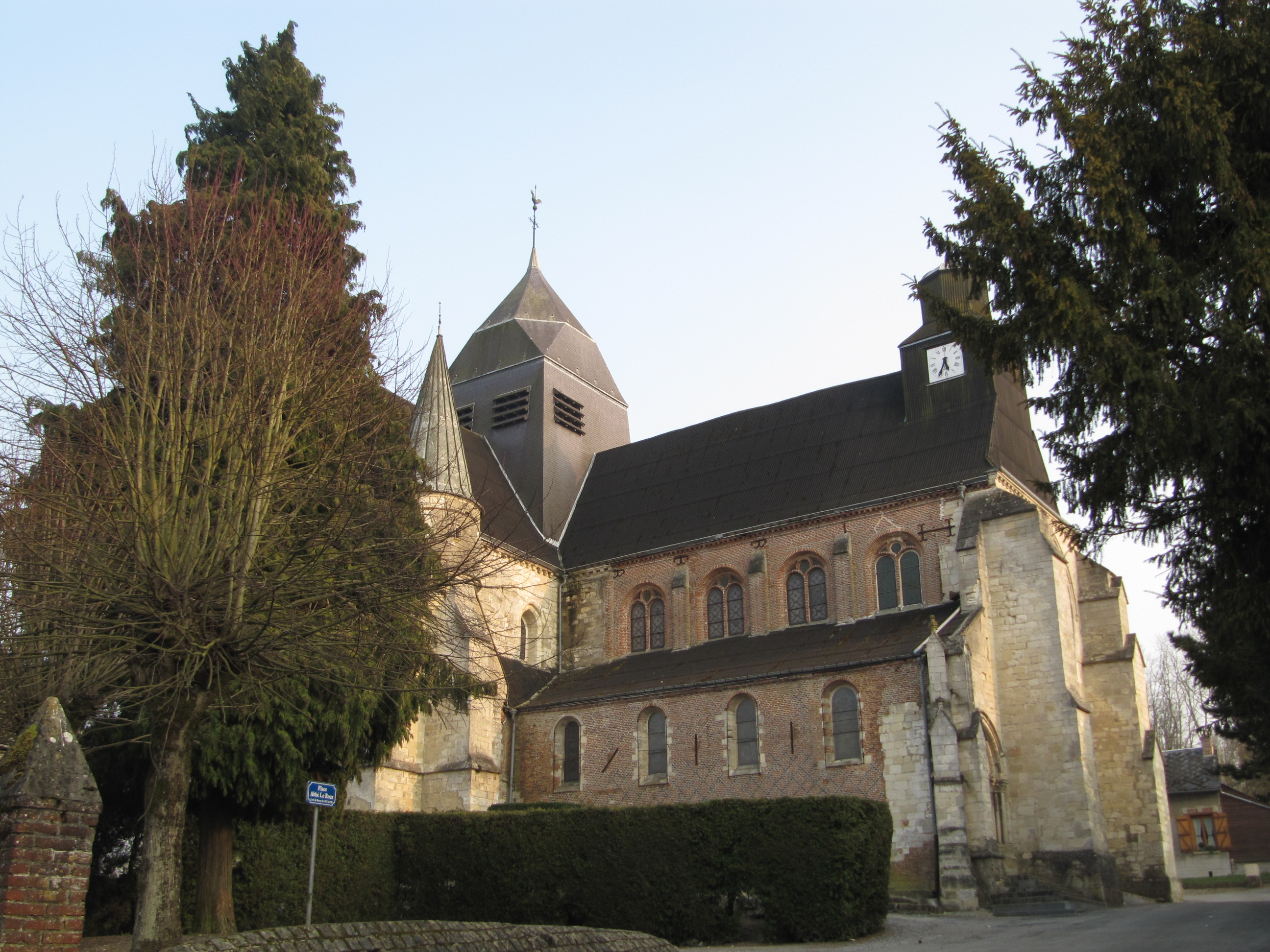
塞尔河畔罗祖瓦圣洛朗教堂

2019年，塞尔河畔罗祖瓦境内暂无任何文化设施。

### 建筑
塞尔河畔罗祖瓦境内有多处历史建筑，其中塞尔河畔罗祖瓦圣洛朗教堂是法国国家文物保护单位，也是当地的地标性建筑物。

### 旅游
塞尔河畔罗祖瓦的旅游事务由其所属的公共社区负责。2020年，塞尔河畔罗祖瓦境内共有1家酒店共计9间房间。

### 媒体
法国主要的媒体均可在塞尔河畔罗祖瓦接收，法国电视三台下属的上法兰西大区频道在部分时段播出塞尔河畔罗祖瓦所属区域的地方新闻。

## 友好城市
截至2021年8月，塞尔河畔罗祖瓦暂未建立任何友好城市关系。